# 条纹豹蛛
条纹豹蛛（学名：Pardosa strigata）为狼蛛科豹蛛属的动物。在中国大陆，分布于云南、四川、新疆等地，主要栖息于林间草丛。该物种的模式产地在云南、四川。